# Олена Константинопольська
Флавія Юлія Олена Августа (лат. Flavia Iulia Helena Augusta, ~250, Херсек (сучасна Туреччина) — 330, Константинополь або Нікомедія, Римська імперія), також відома як Олена Константинопольська, Олена Августа або Свята Олена (грец. Ἁγία Ἑλένη) — перша дружина римського імператора Констанція I Хлора і мати імператора Костянтина Великого.
Олена є важливою фігурою в історії християнства. В останні роки життя вона здійснила паломницький тур Сирією, Палестиною та Єрусалимом, під час якого, за традиційними уявленнями, вона знайшла Животворний Хрест та інші християнські реліквії. Православна церква, католицька церква, орієнтальні православні церкви та англіканська спільнота шанують її як святу.

## Біографія

### Походження
Точний рік нарождення Олени невідомий. Згідно з повідомленням Прокопія Кесарійського, вона народилась в маленькому вбогому селищі Дрепан в Віфінії (неподалік від Константинополя в Малій Азії). Пізніше її син, імператор Костянтин Великий, на честь матері «колишнє селище Дрепан зробив містом і нарік Еленополем». Сьогодні це поселення ототожнюють з турецьким селищем Херсек в околицях Алтинови, провінція Ялова.
Згідно з іншими джерелами Олена була дочкою британського князя (кунінга) Коеля і можливо родичкою Марка — першого християнського правителя Британії за часів, коли в Британії проповідував апостол Симон Кананіт.

### Одруження і народження Костянтина

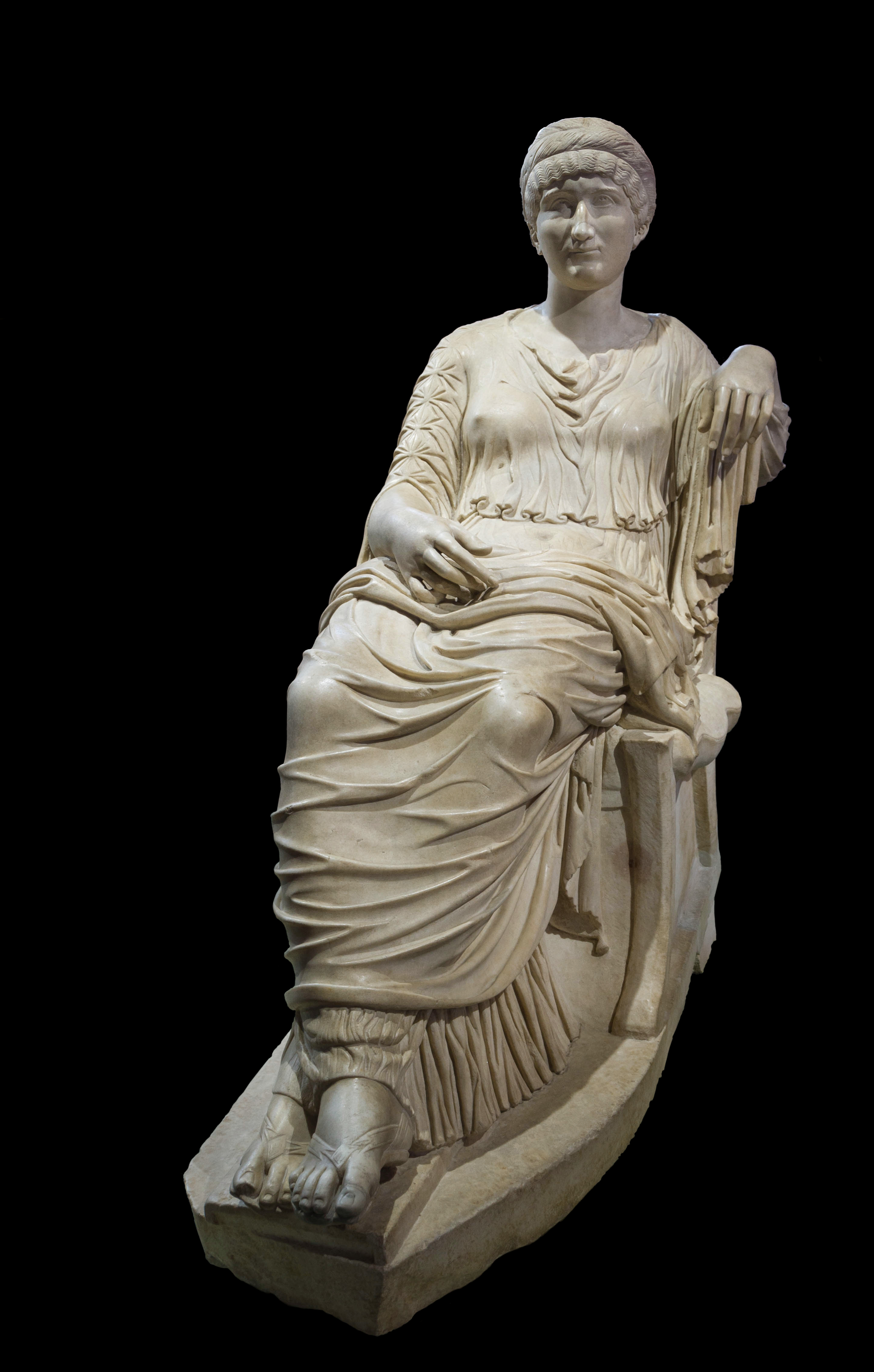
Статуя імператриці Олени, матері Костянтина Великого. Період Антонінів (кінець II сторіччя н. е.). Капітолійські музеї, Рим.

Працюючи служницею, познайомилась з Констанцієм Хлором, який при Максиміані Геркулії став правителем (Цезарем) Заходу Римської імперії в рамках впровадженої Діоклетіаном тетрархії. На початку 270-х років вона стала, за данними різних джерел його дружиною або конкубіною, тобто неофіційною співмешканкою. Святий Єронім Стрідонський, можливо, збентежений нечіткою термінологією з різних джерел, використовує для Олени обидва терміни — і конкубіна і дружина.
Олена народила майбутнього імператора Костянтина 27 лютого невизначеного року, десь незабаром після 270 року (імовірно, близько 272 року). У той час Олена перебувала в Найсусі (Ниш, Сербія).
Бажаючи отримати дружину, яка краще б відповідала його зростаючому статусу, Констанцій Хлор розійшовся або розлучився з Оленою і в 289 році офіційно одружився з Теодорою, дочкою Максиміана Геркулія. Олену з її сином Констанцій відправив в Нікомедію, до двору колишнього імператора Діоклетіана, де Костянтин став членом його найближчого кола. Олена ніколи не вийшла заміж вдруге і деякий час жила в невідомості, хоча й була поруч зі своїм єдиним сином, який відносився до неї з повагою і любов'ю.

### Після сходження Костянтина на престол

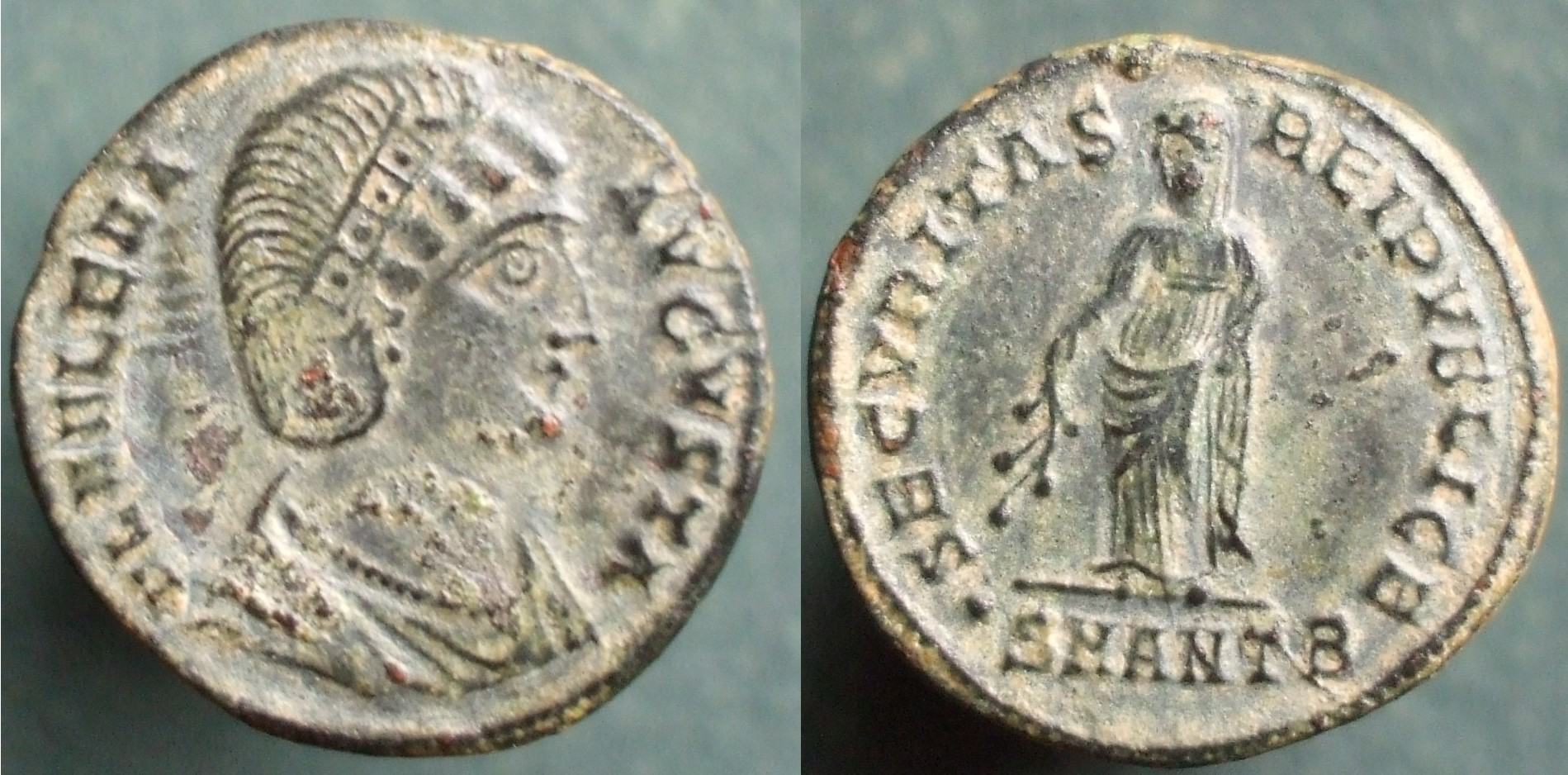
Зображення Олени з титулом «Августа» на фолісі часів Костянтина (~327-329)

Після несподіваної смерті Констанція Хлора в 306 році в Британії, його війська оголосили Августом Римської імперії його сина Костянтина. Після цього Олену, як мати Августа повернулась до громадського життя і в 312 році її повернули до імператорського двору. Її зображення з'являється в Камеї Орла, яка зображує родину Костянтина, ймовірно, в честь народження сина Костянтина, Костянтина II, влітку 316 року. В 325 році Олена отримала титул Августи.
Олена навернулась в християнство, коли їй було вже за шістьдесят років. За свідченням її сучасника, Отця Церкви Євсевія Кесарійського, це сталося під впливом її сина вже після того, як Костянтин став імператором.

### Паломництво та знахідки реліквій

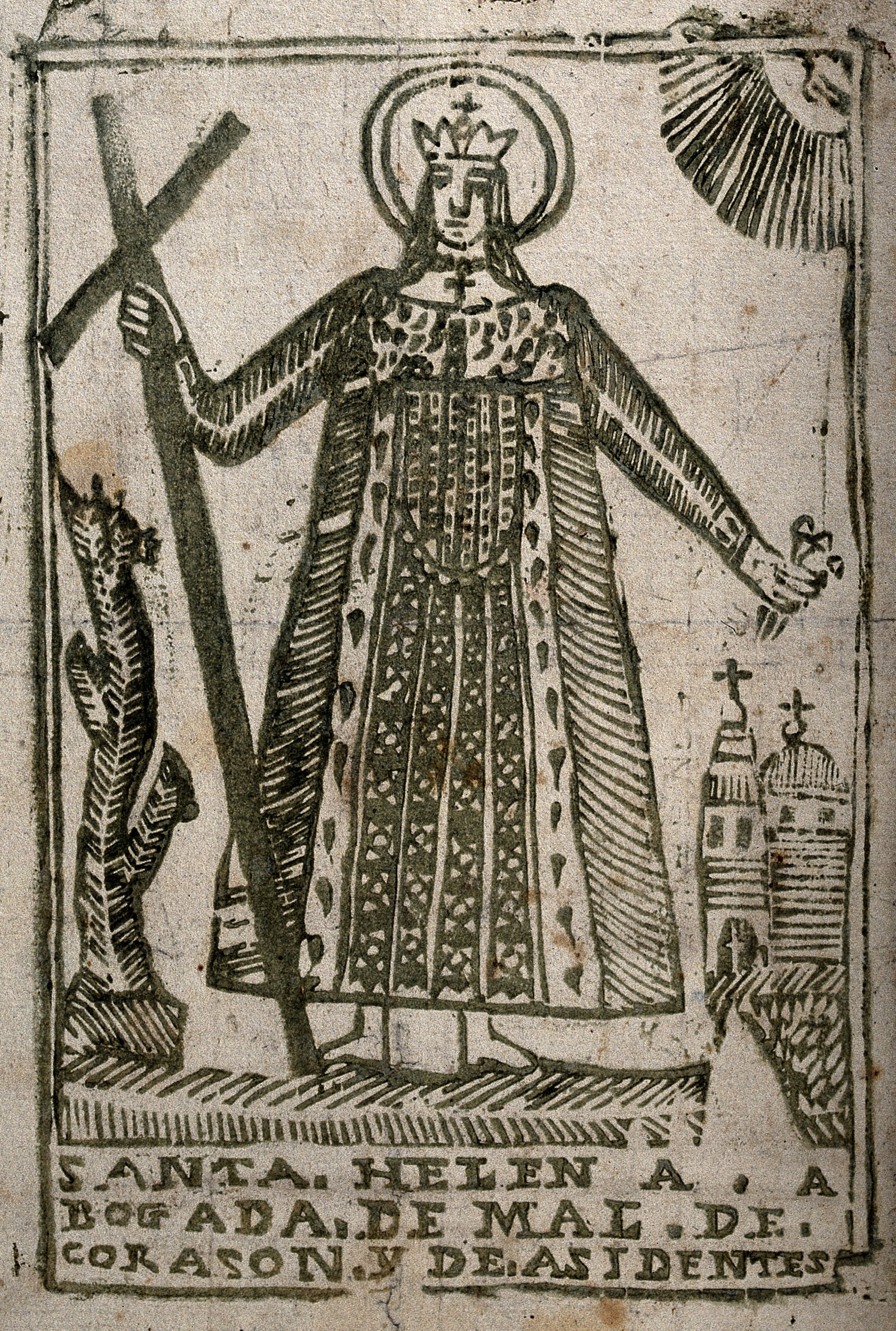
Уявлення християн про Олену (Свята Олена знаходить християнські реліквії, дереворит)

Після надання Олені титула Августи, Костянтин надав їй необмежений доступ до імператорської скарбниці для пошуку християнських реліквій. З цією метою, у 326–328 роках немолода вже Олена здійснила подорож до Палестини. За словами Євсевія Кесарійського, який описав подробиці її паломництва до Палестини та інших східних провінцій, вона відповідала за будівництво або благоустрій двох церков в місцях народження та вознесіння Христа — церкви Різдва у Вифлеємі та церкви «Отче наш» на Оливковій горі в Єрусалимі. Місцева легенда приписує також наказу Олени будівництво церкви на Синайському півострові в Єгипті, на місці Неопалимої купини. Каплиця в сучасному синайському монастирі Святої Катерини, яку часто називають каплицею Святої Олени, датується археологами 330 роком нашої ери.

### Істинний Хрест і Храм Гробу Господнього

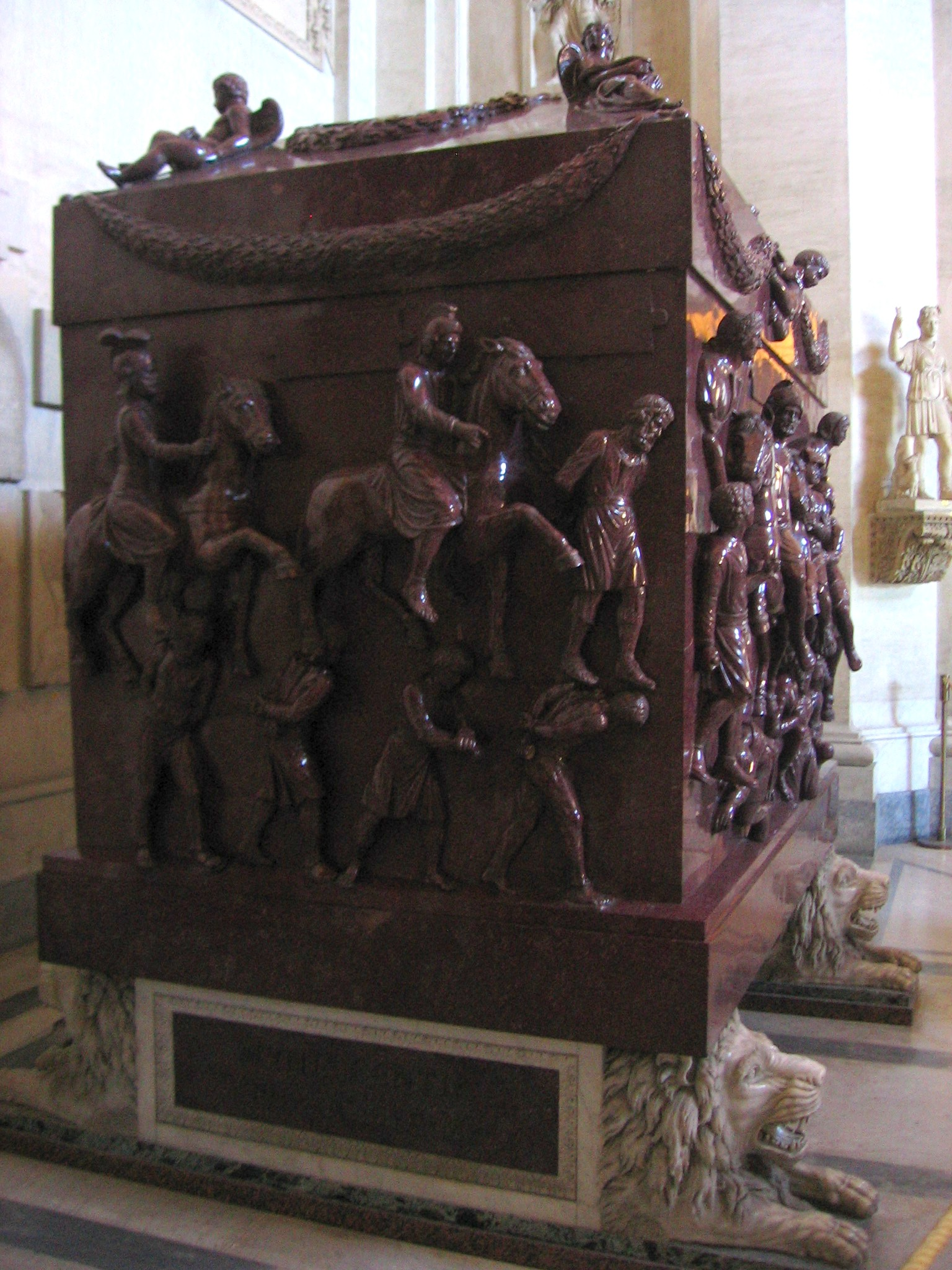
Саркофаг Олени в музеї Пія-Климента, Музеї Ватикану

У 130-х роках нашої ери, під час відбудови Єрусалиму після руйнувань, спричинених Титом у 70 р., імператор Адріан побудував поблизу Голгофи, над імовірним місцем знаходження гробниці Ісуса язичницький храм і перейменував місто в Елію Капітоліну. Оповіді розходяться щодо того, чи був храм присвячений Венері чи Юпітеру. За словами Євсевія — «на місці був храм Венери. Його зруйнувала цариця (Олена)». Згідно з легендою, що виникла наприкінці IV ст., Олена наказала знести храм і вказала місце для початку розкопок, в результаті яких було знайдено три різні хрести. Тоді, згідно розповіді Руфіна Аквілейського, імператриця вирішила провести випробування. Ймовірно, за сприяння єпископа Макарія Єрусалимського Олені привели з міста жінку, яка була майже при смерті. Коли жінка доторкнулася до першого і другого хрестів, її стан не змінився, але коли вона доторкнулася до третього і останнього хреста, вона раптово одужала, і Олена оголосила хрест, до якого доторкнілась жінка, Істинним Хрестом.
На місці знахідки Костянтин наказав побудувати Храм Гробу Господнього. Церкви також були побудовані на інших місцях, виявлених Оленою.

### Смерть і поховання
Олена померла близько 330 року, в присутності її сина, Костянтина Великого. Її поховали в мавзолеї Олени за межами Риму на Віа Лабікана. Її саркофаг сьогодні експонується в музеї Пія-Климента (музеї Ватикану), хоча його автентичність часто ставлять під сумнів. Поруч із ним знаходиться саркофаг її онуки Костянтини (Святої Констанції).